# Waldviertler Sparkasse
Die Waldviertler Sparkasse Bank AG ist ein niederösterreichisches Bankunternehmen mit Sitz in Zwettl und Teil der Sparkassengruppe in Österreich. Sie entstand 1856 als Gemeindesparkasse. Die Sparkasse ist Mitglied des Kooperations- und Haftungsverbundes der österreichischen Sparkassen und des Österreichischen Sparkassenverbands.

## Gründungsgeschichte
1850 wurde Franz Haunsteiner zum Bürgermeister von Zwettl gewählt. Dass es in Zwettl auch eine Sparkasse geben sollte, davon war der Bürgermeister von Anfang an überzeugt. Bereits wenige Monate nach Amtsantritt verfasste Haunsteiner ein „Programm zur Errichtung einer Sparkasse zu Stadt Zwettl in N.Ö.“, das er unter das Motto „Mit Gott für Fürst und Vaterland“ stellte.
Seine Idee: einen Verein zu gründen, dessen Mitglieder ihr Geld zusammentragen und von selbst gewählten Organen verwalten lassen. Ziel sollte sein, dass dieser Verein „die kleinsten Summen zu vermehren suchet“. Zugleich sollten Geschäftsleute die Chance haben, Darlehen „gegen landesübliche 5 Procent zu erhalten, und sich nicht Geld-Wucherern preis geben zu müssen“. Parallel dazu legte Franz Haunsteiner auch bereits eine Liste der möglichen Gründungsmitglieder an und trug sich selbst als erster mit einem Beitrag von 50 Gulden ein.
Am 3. April 1851 stellte der Bürgermeister in der Versammlung der Zwettler Gemeindevertretung den Antrag auf Gründung einer Sparkasse, die einstimmig angenommen wurde. Damit begann ein vier Jahre dauernder zäher Kampf gegen die kaiserliche Bürokratie. Am 27. April 1853 langte ein Schreiben in der Zwettler Gemeindekanzlei ein, das die Gründung eines Sparkassen-Vereins völlig ausschloss, dagegen als einzige Möglichkeit die Errichtung einer Gemeindesparkasse für Zwettl offenließ und die Vorlage entsprechender Statuten verlangte. Die Zwettler schluckten ihren Ärger darüber, fassten einen neuen Gemeinderatsbeschluss und stellten den Antrag auf Gründung einer Gemeindesparkasse. Doch auch das Einschwenken auf die neue Linie der Regierung beschleunigte die Sache keineswegs. Da die Genehmigung weiter auf sich warten ließ, reisten Haunsteiner und sein Sekretär Steininger im Februar 1855 nach Wien, um persönlich zu intervenieren. Es verging trotzdem ein weiteres Jahr. Dann endlich, am 28. Juli 1856, erteilte das Innenministerium seine Zustimmung. Nach neuerlichen Schwierigkeiten wurde am 24. November 1856 die Ermächtigung erteilt, in Zwettl eine Sparkasse zu eröffnen. Der erste echte Banktag war der 2. Jänner 1857. 2012 kam es zur Fusion der Waldviertler Sparkasse von 1842 AG, Waidhofen/Thaya, mit der Sparkasse Waldviertel-Mitte Bank AG, Zwettl. Der Eintrag ins Firmenbuch erfolgte per 3. September 2012.

## Bauliche Entwicklung der Hauptanstalt
Bis 1870 hatte die Sparkasse ihre Geschäftsräume im Gemeindeamt. Diese Realität kaufte sie der Gemeinde Ende Juni 1870 ab und durch Umbaumaßnahmen wurde eine räumliche Trennung vollzogen. 1938 wurde ein eigenes Haus gekauft und bis 1940 ein neues Sparkassengebäude errichtet. Um den gestiegenen Bedürfnissen gerecht zu werden, wurde 1965 ein großer Umbau vollzogen. 1981 wurde die Schalterhalle neu adaptiert. Nach dem Ankauf des benachbarten ehemaligen Gefangenenhauses von der Stadtgemeinde Zwettl wurde das Sparkassengebäude 1992 bis 1994 in drei Abschnitten neu- bzw. umgebaut: 1. Abbruch des alten Gefängnisses, Errichtung einer Tiefgarage und des darüberliegenden Bürogebäudes, 2. Unterkellerung des Sparkassenhofes und dessen Überbauung, 3. Unterkellerung und Umbau der Schalterhalle und des ersten Stockwerkes. Eine weitere Modernisierung des Kundenraumes erfolgte im Sommer 2009.